# Kvæstor
 Denne artikel omhandler det politiske embede i Romerriget. For det politiske embede i Europa-Parlamentet, se Kvæstor (Europa-Parlamentet).
Kvæstor (lat. quaestor) var det første embede på den politiske rangstige cursus honorum i Romerriget. Kvæstorernes opgave var at holde øje med finanserne og skatterne. En 25-årig mand kunne blive valgt til kvæstor. Valget foregik på Comitia Tributa. Når han havde aftjent et år som kvæstor, indtrådte han i senatet.
Oprindeligt var der kun fire kvæstorer pr. år, men i takt med at riget voksede, blev der flere finanser at styre. Derudover døde flere senatorer hvert år, og hvis kun fire kom ind hvert år, ville antallet hurtigt falde. Derfor blev antallet hævet til ti om året.
Under Sullas diktatur blev aldersgrænsen for kvæstorer hævet, så en patricier skulle være 28 år for at kunne blive valgt og en plebejer 30 år. Samtidig øgedes antallet af kvæstorer til 20 om året.
Ludvig Holberg var kvæstor på Københavns Universitet, og titlen bruges fortsat om universitetets forretningsansvarlige og ejendomsadministrator.